# Polysiphonieae
Polysiphonieae, tribus crvenih algi, dio porodice Rhodomelaceae. Postoji 14 priznatih rodova s 225 vrste

## Rodovi
1. Alleynea Womersley 1
2. Boergeseniella Kylin 1
3. Bryocladia F.Schmitz 5
4. Carradoriella P.C.Silva 5
5. Chiracanthia Falkenberg 1
6. Echinothamnion Kylin 4
7. Epizonaria Díaz-Tapia & Maggs 1
8. Eutrichosiphonia Savoie & G.W.Saunders 4
9. Kapraunia Savoie & G.W.Saunders 4
10. Lophurella F.Schmitz 11
11. Perrinia Womersley 1
12. Pityophykos Papenfuss 1
13. Polysiphonia Greville 185
14. Symphyocolax M.S.Kim 1